# 雷恩高等师范学校
雷恩高等师范学校（法語：École normale supérieure de Rennes），以下简称雷恩高师，是位于法国布列塔尼大区雷恩的一所大学校。

## 历史
雷恩高师源于1994年卡尚高等师范学校在雷恩建立的分校，2009年起开始寻求自治地位，并于2013年10月17日正式独立，成为法国第四所高等师范学校。